# Emil Stock
Emil (Emilio) Stock (Split, 3. kolovoza 1868. – Trst, 1951.) je bio hrvatski poduzetnik, građevinski inženjer i proizvođač alkoholnih pića (robna marka Stock) židovskog podrijetla.
Rodio se u Splitu 1868. godine u obitelji od 11 braće i sestara. Podrijetlom je iz obitelji njemačkih Židova iz Frankfurta na Majni koji su se odselili u Trst, odakle se njegov otac 1844. odselio u Split, a po majci učiteljici bio je iz obitelji Židova koji su u Splitu još od Napoleonovih vremena. Školovao se za građevinskog inženjera. U Svetom Kaju i na Majdanu kod Solina podignuo je tvornice cementa. Također je dao podići tvornicu azbestno-cementnih proizvoda. Početkom 20. st. uključio se je u proizvodnju alkoholnih pića. 1905. se je godine udružio s poznatim splitskim gospodarstvenikom Vidom Morpurgom i osnovao združeno poduzeće Morpurgo, Stock e Comp. Dobili su koncesiju za izgraditi tvornice likera na Supavlu (Glavićine), što je onda bilo izvan grada Splita (danas je unutar grada). Koncesiju im je osporavao načelnik splitske općine Vicko Mihaljević, kojeg je zabrinjavala ekološka problematika, odnosno otpad iz tvornice likera koji će zagađivati okolinu. Neki su to pripisivali političkom sukobu. Dotad se je u Splitu proizvodi prvi stock.
Zbog razočaranosti nedobivanjem koncesije i zbog ograničenosti stare tvornice, njegovi i Morpurgovi nasljednici, osnovali su drugu tvrtku i pogone premjestili u Rovinj, a jer je posao išao dobro, proširili su proizvodnju osnovavši u Trstu novu tvornicu alkoholnih pića, gdje je već prije Emilov brat Lionel Stock u Barcoli zajedno s Carlom Camisom (koji se je povukao iz posla 1906.) otvorio 1882. parnu destileriju vina distilleria a vapore Camis & Stock koja je proizvodila vinjak Medicinal.